# Eva Orantes González
Eva Orantes González es profesora de Educación Física y Deportiva del Departamento de Deporte e Informática de la Universidad Pablo de Olavide.

## Biografía
Eva Orantes es Diplomada en Magisterio de Educación Física, Licenciada en Ciencias de la Actividad Física y el Deporte y máster de Investigación en Actividad Física y Deporte por la Universidad de Granada. También es doctora en Biomedicina por la misma Universidad. Sus principales líneas de investigación son el análisis del movimiento humano a través de sistemas 3D de fotogrametría y la valoración postural y de la locomoción.
Ha impartido docencia en distintos centros universitarios, como la Facultad de Deporte (Granada), Facultad de Educación, Economía y Tecnología (Ceuta) y en la Facultad de Educación y Deporte (Melilla) y realizado estancias de investigación en la University of Southern California, EE. UU., así como distintas colaboraciones con distintos hospitales, como el Virgen del Rocío de Sevilla, Hospital Universitario de Oviedo, Hospital Virgen de las Nieves de Granada o el Hospital Universitario de Ceuta. También ha participado en distintas actividades de divulgación, como La Noche de los Investigadores. Desde noviembre de 2021 es Directora Académica de Grado de la Facultad de Ciencias del Deporte de la Universidad Pablo de Olavide, de Sevilla.
Entre sus estudios más relevantes está la determinación del peso máximo que deben llevar los escolares en la mochila, así como las ventajas de usar carrito en su lugar.

## Premios y reconocimientos
- Mejor expediente del Máster Universitario Oficial de Investigación en Actividad Física y Deporte de la Universidad de Granada (2013/2014).[2]
- Premio Extraordinario de Doctorado (2017/2018).[9]
- Premio a la mejor comunicación del Congreso de la Sociedad Ibérica de Biomecánica y Biomateriales (2016).[2]